# Villecroze
Villecroze este o comună în departamentul Var din sud-estul Franței. În 2009 avea o populație de 1.128 de locuitori.

## Evoluția populației
| An        | 1975 | 1982 | 1990  | 1999  | 2006  | 2009  |
| --------- | ---- | ---- | ----- | ----- | ----- | ----- |
| Populație | 700  | 867  | 1.029 | 1.087 | 1.093 | 1.128 |